# Ramón Rubial
Ramón Rubial Cavia (Erandio, 28 ottobre 1906 – Bilbao, 24 maggio 1999) è stato un politico spagnolo di origine basca.

## Formazione
Dopo aver effettuato studi in scuole professionali, nel 1920 si iscrisse al sindacato metalmeccanico dell'Unione Generale dei Lavoratori, mentre due anni più tardi prese parte alla Juventudes Socialistas ed al Partito Socialista Operaio Spagnolo.
A 17 anni, concluso il suo apprendistato, iniziò a lavorare come tornitore, venendo assunto nei cantieri della Sociedad Española de la Construcción Naval di Sestao. In questi ambienti sviluppò un'intensa attività politica e sindacale: il suo fervore lo portò ad un primo arresto durante lo sciopero generale del dicembre 1930 contro la monarchia, a causa del quale passò quattro giorni in carcere. Nel 1934 fu nuovamente arrestato come capo del movimento rivoluzionario ad Erandio, venendo giudicato e condannato a 6 anni, otto mesi e 21 giorni di prigione, condonati in seguito ad un'amnistia generale concessa dopo la vittoria del Fronte Popolare nelle elezioni del febbraio 1936.

## Guerra civile e dittatura
Durante gli episodi bellici della Guerra civile spagnola combatté nel Fronte del Nord, venendo catturato il 1º novembre 1937 a Bilbao. La sua iniziale condanna a morte, venne in seguito commutata in una pena detentiva di trent'anni.
Durante la sua prigionia lavorò clandestinamente per la riorganizzazione del PSOE.
Nel 1944 venne trasferito in un plotone costretto ai lavori presso la Babcock & Wilcox di Sestao: questa situazione gli permise di entrare in contatto con altri reclusi, alimentando così l'organizzazione clandestina del PSOE in Vizcaya.
Riuscì a fuggire, cercando riparo in Francia: venne però catturato prima di raggiungere il confine, presso Oiartzun per mano dell'ispettore Melitón Manzanas, ucciso qualche anno più tardi dall'ETA.
La sua detenzione continuò prima nel carcere di Dueso, dove rimase fino alla sua scarcerazione, avvenuta il 23 agosto 1956.
Dopo il suo rilascio si stabilì a Deusto, lavorando fino al raggiungimento della pensione e proseguendo la sua attività politica.
Con il soprannome di "Pablo" si impose come uno dei massimi dirigenti del Comitato Permanente che gestiva il PSOE: viaggiò in tutto il paese, riorganizzando il movimento socialista. Nel 1957 venne nuovamente imprigionato per associazione illegale, stessa sorte occorsagli dieci anni più tardi, quando venne condotto in prigione a causa della sua partecipazione ad alcuni scioperi.
Nel 1968 la polizia di Francisco Franco scoprì una stamperia clandestina del PSOE, accusando Rubial di farne parte: dopo altri 20 giorni dietro le sbarre, venne assolto per mancanza di prove.
Negli anni seguenti partecipò ai congressi del PSOE tenutisi in Francia: a Tolosa nel 1972 ed a Suresnes nel 1974.
Dopo la morte del dittatore fu ripristinata la democrazia e legalizzato il partito, del quale fu eletto presidente al XXVII Congresso nel dicembre 1976.

## La democrazia
Ramón Rubial fu eletto senatore nella circoscrizione di Vizcaya durante le elezioni generali del 1977 con la lista del Frente Autonómico: durante la legislatura fu vicepresidente del Senato.
Come membro dell'Assemblea dei Parlamentari Baschi, il 7 febbraio 1978 fu nominato presidente del Consejo General Vasco, incarico che ricoprì fino al 9 giugno 1979, quando fu sostituito da Carlos Garaikoetxea (PNV).
Durante il suo mandato elaborò una prima bozza dello Statuto dell'autonomia, concentrandosi sul problema del terrorismo e della disoccupazione.
Venne nuovamente eletto senatore nelle consultazioni del 1979, 1982, 1989 e 1993, periodo durante il quale fu membro della Commissione Costituzionale.
Nel frattempo mantenne la carica di presidente del partito, venendo confermato in tutti i congressi svolti (1981, 1984, 1988, 1990, 1994 e 1997).
Durante mese di ottobre 1986 il PSOE pubblicò la sua biografia politica, intitolata Ramón Rubial, un compromesso con il socialismo, comprendente una prefazione di Felipe González.
Il 31 ottobre 1991, su proposta del ministro degli esteri Francisco Fernandez Ordonez, il governo gli ha conferito la Gran Croce al Merito Civile.
Nel 1990 fondò inoltre la Fondazione Spagnoli nel Mondo che, legata al PSOE, mirava a migliorare le condizioni assistenziali degli emigranti spagnoli.
Attualmente la Fondazione porta il suo nome, essendo denominata "Fondazione Ramón Rubial-Spagnoli nel mondo".